# Eunidia wittei
Eunidia wittei là một loài bọ cánh cứng trong họ Cerambycidae.